# 竹内優 (俳優)
竹内 優（たけうち すぐり、1993年3月21日 - ）は、日本の元俳優。YouTuber。本名は小久 祐矢（こひさ ゆうや）。宮城県塩釜市出身。ワタナベエンターテイメントカレッジ11期生。インゴットエンタテイメント所属。代表作は、サンリオピューロランド2.5次元ミュージカル『ちっちゃな英雄』。特技はパン作り（PXX代表）、水泳、バスケ
2013年1月22日にYouTubeチャンネルを開設。2018年9月10日より動画投稿開始。男性4人組YouTuber『パブリックボーイズ』のリーダー『こっぴー』として活動中。
また、個人チャンネル『こぴチャンネル【パブリックボーイズ】』でも動画を投稿している。
2020年12月2日より、歌舞伎町のGOLDMAN CLUBで働く。

## 出演作

### 舞台
- 眠れるホテルの羊たち 医者役
- クジラの歌 船員役
- アレス・レベリオン スイデン役
- ちっちゃな英雄 team Believe ジェラルド役
- りさ子のガチ恋♡俳優沼
- 天国の脚本家

### ドラマ
- 弱虫ペダル 第1話（BSスカパー!） 生徒役